# Wilhelm Rose
Wilhelm Rose (* 14. Januar 1792 in Berlin; † 8. April 1867 ebenda) war ein deutscher Apotheker, Geograph und Reiseschriftsteller. Er hat sich namentlich um die Erforschung der Schweizer Hochalpen verdient gemacht, die er auf zahlreichen Reisen besuchte und durchwanderte.

## Leben

### Familie
Wilhelm Rose entstammte der Gelehrtenfamilie Rose und war der Sohn des Pharmazeuten Valentin Rose dem Jüngeren (1762–1807) und von Marie Rose (1765–1849) sowie Enkel Valentin Roses des Älteren (1736–1771). Seine Brüder waren der Chemiker und Mineraloge Heinrich (1795–1864), der Medizinstudent Valentin (1796–1819) und der Mineraloge Gustav Rose (1798–1873). Zwei Schwestern und ein Bruder starben früh. Neffen waren der Bibliothekar Valentin (1829–1916) und der Chirurg Edmund Rose (1836–1914). Getauft wurde er in der Berliner Marienkirche.
Rose heiratete Luise Tieftrunk (1793–?), Tochter von Johann Heinrich Tieftrunk. Er selbst blieb kinderlos, übernahm aber die Verantwortung für die Kinder seiner Ehefrau. Bekannt ist eine Pflegetochter namens Marie Schweitzer, die 1845 den Baumeister Martin Koch heiratete.

### Ausbildung
Rose besuchte bis 1802 die Splittegarb'sche Anstalt in der Brüderstraße 7, die später von Dr. Bartels in die Scharrnstraße verlegt wurde, dann das Berlinische Gymnasium zum Grauen Kloster unter der Leitung von Friedrich Gedike und später Johann Joachim Bellermann bis März 1807. Er war begeistert von der Botanik und besuchte zusammen mit Carl Ludwig Willdenow mittwochs den Botanischen Garten. 1803 lernte er in der Schule Karl Friedrich Wilhelm Dieterici kennen.
Nach seinem Schulabschluss begann er ab Sommer 1807 eine Ausbildung in der Apotheke seines Vaters, der im gleichen Jahr starb. Er wechselte zum 30. Juli 1807 in die Hecht’sche Apotheke nach Straßburg, wo er seine Ausbildung am 18. September 1810 beendete. Im Wintersemester 1810/11 besuchte er Vorlesungen von Martin Heinrich Klaproth, Sigismund Friedrich Hermbstädt, Emil Fischer und Christian Samuel Weiss an der neuen Berliner Universität.
Danach war er ab April 1811 in der Lichtenberg’schen Apotheke in Danzig und vom 5. Dezember 1812 bis 13. Juli 1814 bei Heinrich Bidder in dessen Kummerau’scher Apotheke in Mitau tätig. 1814 kehrte er nach Berlin zurück, wo er im Wintersemester weitere 1814/15 Vorlesungen besuchte. Im März ging er in die Gladbach’sche Apotheke von Hofrat Johann Konrad Heßling zu Regensburg, kehrte aber aufgrund persönlicher Auseinandersetzungen am 29. Mai des Jahres wieder nach Berlin zurück. Dort lernte er seine spätere Frau kennen. Diese stammte aus Halle (Saale) und war Schwägerin eines Dr. Schweitzers. Seine Provisorprüfung („Provisor“ = Leiter und Verwalter einer fremden Apotheke) absolvierte er 1815.

### Kriegsteilnahme
Wie auch seine drei Brüder nahm er während des Krieges aufgrund der Anstellung als Reise-Feldapotheker durch den General-Chirurgen Graefe am Sommerfeldzug von 1815 teil. Als solcher war er eingesetzt beim Reserve-Feldlazarett Nr. 22 bis September 1816. Danach hatte er einen achtmonatigen Aufenthalt in Paris bis 11. Juni 1817. Dort besuchte er Vorlesungen von Louis-Nicolas Vauquelin, Louis Jacques Thénard, René-Just Haüy, Alexandre Brongniart und André Brochant de Villiers.

### Apotheker in Berlin
Ab 1817 leitete er zunächst als Provisor seiner Mutter die Apotheke Zum weißen Schwan in der Spandauer Straße in Berlin, auch bekannt als die „Rose’sche Apotheke“, und erwarb diese nach bestandener Staatsprüfung (1818) zum 1. Januar 1819 für 36.000 Taler.
Dort begann er 1835 mit der Produktion von Gelatine-Kapseln, die Patienten leichter schlucken können. George Gustav Pohl entwickelte diese Kapseln im westpreußischen Schönbaum (Danzig) zur magensaftresistenten Gelatinekapsel 1878 weiter und legte damit den Grundstein für die Vereinigten Gelatine-Kapsel-Fabriken G. Pohl & Joh. Lehmann, den Ursprung der heutigen Pohl-Boskamp GmbH & Co. KG.

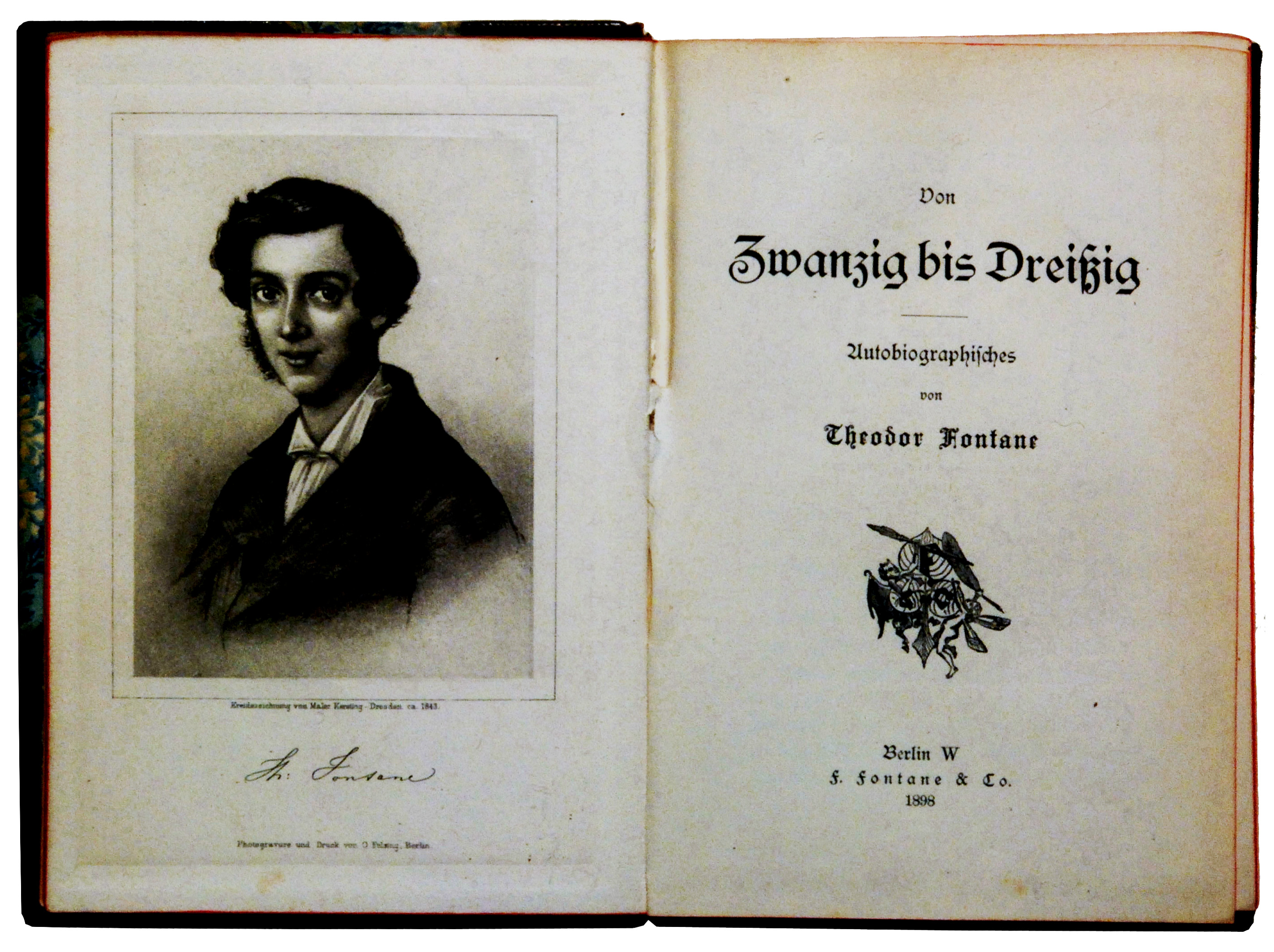
In seiner Autobiografie Von Zwanzig bis Dreißig beschreibt Theodor Fontane seine Zeit mit Wilhelm Rose in der Apotheke „Zum Weißen Schwan“.

„Literarische Unsterblichkeit“ erlangte Rose durch den Schriftsteller Theodor Fontane. Dieser arbeitete bei ihm von Ostern 1836 bis Herbst 1840 als Apothekergehilfe in der Spandauer Straße. Im ersten Kapitel seiner Autobiographie Von Zwanzig bis Dreißig (1898) erzählt Fontane teils humoristisch, teils auch geradezu polemisch von dieser Zeit. Fontane schrieb über Rose, dieser sei „ein dankbarer Stoff für eine Charakterstudie“ und überdies ein „Bourgeois“ gewesen, wobei Fontane als Wesensmerkmal des Bourgeois eine „Geldsackgesinnung“ nannte. Insgesamt schildert Fontane ein Bild von Rose als das eines arroganten und geizigen Schnösels, der „glaubte, mit der längsten Elle gemessen werden zu können, doch schon bei gewöhnlicher Zollmessung zu kurz gekommen wäre“. Als derartiger Charakter beschrieb ihn Fontane nicht nur in seiner Autobiographie, sondern Rose diente ihm später auch als Vorlage für den Geschäftsmann van der Straaten in L’Adultera und den Herrn von Gundermann in Der Stechlin. Während seiner Jahre in der Rose’schen Apotheke verbrachte Fontane (nach eigenen Angaben) seine meiste Zeit damit, ein Quecken-Extrakt (Extractum graminis) zu kochen, das von Rose in großen Fässern nach England, bevorzugt nach Brighton, geliefert wurde.
Auch Carl Ernst Heinrich Schmidt absolvierte auf Wunsch seines Vaters, ebenfalls Apotheker, bei ihm eine Apothekerlehre von April 1838 bis Februar 1841.
1845 verkaufte Rose die Apotheke wegen zunehmender Konkurrenz. Nun widmete er sich vollends seiner Reiselust, von denen er zahlreiche Berichte teils veröffentlichte, teils auf den Sitzungen der Gesellschaft für Erdkunde zu Berlin vortrug oder mitteilte. In den 1840er und 1850er Jahren wirkte er über viele Jahre auch als Revisor der Kassenverwaltung der Berliner Gesellschaft für Erdkunde.

### Reisen
Ab 1834 unternahm Rose jedes Jahr oft mehrmonatige Reisen, die ihn in viele Teile Europas, aber auch in islamische Länder führten. Nur 1845 hielten ihn die Verheiratung seiner Pflegetochter und der Verkauf seiner Apotheke in Deutschland zurück.
Seine besondere Vorliebe galt den Schweizer Alpen, die er zahlreiche – wohl mehr als zwanzig – Male besuchte. Außerdem bereiste er Süditalien (1835), Skandinavien (1836), Holland (1838), England mit Schottland (zuerst 1839), Frankreich (1843, 1855) und Spanien (1847, 1865). Zudem besuchte er die Weltausstellungen in London (1851) und Paris (1855).
Zweimal bereiste er die islamische Welt. Im Sommer 1852 gelangte er via Konstantinopel und Syrien bis nach Ägypten, und im Frühjahr 1855 besuchte er die Regentschaft Tunis und das (damals französische) Algerien. Berichte über seine Reisen trug er vor der Gesellschaft für Erdkunde zu Berlin (einer sehr angesehenen wissenschaftlichen Vereinigung) vor und veröffentlichte sie zuweilen auch in der Vossischen Zeitung oder in anderen deutschsprachigen Zeitungen. Seine Reiseskizzen aus Nordafrika erschienen 1855 auch als kleines (46-seitiges) Büchlein unter dem Titel Vier Wochen in Afrika.
Es ist auch bekannt, dass Rose während seiner Reisen Tagebücher schrieb und diese in späteren Jahren bearbeitete; es scheint jedoch nie zu einer Veröffentlichung der Texte gekommen zu sein, abgesehen von seinen Mitteilungen in deutschen Zeitungen und den Monatsberichten der Gesellschaft für Erdkunde. In den 1850er Jahren hielt Rose auch öffentliche Vorlesungen über seine erste Orientreise an verschiedenen Orten in deutschen Staaten.
Theodor Fontane schrieb in seiner Autobiographie sehr abfällig über die Reiselust Roses, die er dessen Drang zuschrieb, als „Unberühmter“ neben seinen bekannteren Brüdern Gustav und Heinrich auch „irgend ’was Apartes“ zu tun, um sich „als Ebenbürtiger neben ihnen einzureihn“. Rose habe sich eingebildet, „etwas wie ein Entdecker oder Forschungsreisender zu sein“, während er doch, in Fontanes Augen, nichts war als ein oberflächlicher und langweiliger Tourist, der außerdem humorlose Berichte über seine Reisen zum Besten gab. Speziell die Schweiz sei Roses „eigentlichstes Tummelfeld“ gewesen, und er kehrte von dort  immer „mit einer Siegermiene zurück, als habe sich etwas Ungeheuerliches zugetragen“. Und Roses Reiseleidenschaft wurde ergänzt durch eine zweite Leidenschaft, nämlich „vor einem aus jungen und zum Teil recht hübschen Professorenfrauen zusammengesetzten Kreise, seine Reisevorträge halten zu können“. Die spätere Reise- und Vortragstätigkeit Roses kannte jedoch Fontane nicht mehr aus erster Hand, so dass sein Zeugnis für das Gesamtschaffen Roses nur von begrenzter Aussagekraft ist.

### Mitgliedschaften und politisches Engagement
Rose war Mitglied des Bürger-Rettungs-Instituts von Berlin von 1820 bis 1842, der Armenkommission seines Stadtbezirks ab 1826 und ab 1831 der deutschen Holzverteilungsgesellschaft.
Er engagierte sich politisch hinsichtlich der demokratischen Entwicklung Deutschlands 1848 im Sinne der gemäßigten Mittelpartei, leistete 1848 seinen Bürgerwehrdienst, war dann ab Juni 1848 Mitglied im „Konstitutionellen Klub“, der sich über den „Demokratisch-Konstitutionellen“ zum „Patriotischen Verein“ entwickelte und trat aus diesem Ende 1850 in Olmütz aus. 1850 kandidierte er als Wahlmann für das Erfurter Parlament. Er verfasste unter anderem Beiträge in der Vossischen Zeitung und war Teil der Bewegung „Dienstags- (konstitutionelle) Gesellschaft“. 1858 sowie 1861 war er Wahlmann 3. Klasse bei der Wahl zum preußischen Landtag. Auch 1855 und 1862 unterlag er bei der Urwahl wie auch schon bei der Preußischen Nationalversammlung 1848 und 1849. Er war Mitglied des Deutschen Nationalvereins. Dann war er bis zu deren Auflösung Mitglied der Fortschrittspartei.
Wilhelm Rose war auch Mitbegründer eines Lesezirkels moderner Literatur.

### Tod
Ab Frühjahr 1866 war Rose erkrankt und starb im Alter von 76 Jahren am Nachmittag des 8. April 1867. Sein Leichnam wurde am 12. April 1867 auf dem Friedhof der Marienkirche beigesetzt. Die Trauerpredigt hielt Pfarrer E. Orth der Friedrichswerderschen Kirche.

## Vorträge und Veröffentlichungen

### Vorträge vor der Gesellschaft für Erdkunde zu Berlin
- 5. August 1843: Bericht über eine Reise auf der Eisenbahn von Bordeaux nach La Teste
- 2. September 1843: Bericht über die Reise durch Frankreich im verflossenen Frühjahr [1843]
- 7. Oktober 1843: Weitere Bemerkungen über eine Reise nach Frankreich
- 3. Februar, 2. März 1844: Schilderung einer Excursion von Bagnères de Luchon nach Port de Vénasque
- 10. August 1844; Bericht über einen in diesem Jahr unternommenen Ausflug ins südliche Frankreich
- 5. September 1846: Schilderung einer Wanderung über den Tschingel-Gletscher im Berner Oberland
- 3. Oktober 1846: Schilderung eines Ausflugs nach Graubünden im verwichenen Sommer [1846]
- Frühjahr 1847: Über Wanderungen in mehreren Tälern Graubündens und das Engadin-Tal; Bericht über die Übersteigung des Tschingel-Gletschers im Berner Oberland
- 2. Oktober 1847: Über eine im Juli des Jahres [1847] unternommene Besteigung des Uri-Rothstock am Vierwaldstättersee
- 6. November 1847: Über Sevilla und das alte Italica
- 10. Februar 1849: Bericht über die Ersteigung des Rigi am 23. November 1845
- Sommer 1851: Nachrichten von Wanderungen in das Tal von Sixt und auf den Buet in Savoyen im Sommer 1850
- 6. Dezember 1851: Beschreibung eines im Juli d. J. ausgeführten Übergangs über Saasgrat in den penninischen Alpen auf dem Allalin- und Täschgletscher (Schweiz)
- Winter 1851/52: Drei Vorträge über Wanderungen durch die höchsten Alpentäler der Schweiz
- 6. Mai 1852: Bericht über das Einfischtal (Val d'Anniviers) und Eringertal (Val d'Hérens) im Canton Wallis nach eigenen Anschauungen auf einer Reise im Sommer 1851
- 8. Januar 1853: Bericht über die Rückkehr „aus dem Morgenland“, speziell über Damaskus
- 7. Mai 1853: Bericht über den Ausflug von Jerusalem über Jericho nach dem Jordan, dem Toten Meer, dem Saba-Kloster und Bethlehem
- 4. Juni 1853: Schluss des Berichts der Reise von Saba über Bethlehem nach Jerusalem
- 3. Dezember 1853: Vortrag einer Skizze aus der letzten, der 18. Schweizer Reise, den Thuner See und seine Umgebung betreffend
- 7. Januar 1854: Bericht über die Umgebungen des Thuner Sees
- 4. März 1854: Bericht über einige Täler und Bergübergänge im südwestlichen Teil des Kantons Bern
- Sommer 1854 (?): Bemerkungen über mehrere Ansichten von Schweizer Gegenden
- 3. November 1855: Bericht über eine im Frühling des Jahres [1855] von Marseille aus nach Algerien und Tunis gemachte Reise
- 5. Januar 1856: Legt der Gesellschaft für Erdkunde seinen Reisebericht Vier Wochen in Afrika [1855] vor
- 1. März 1856: Legt Photographien der Schweizer Alpen vor und berichtet über den gegenwärtigen Zustand der Waldenser
- Im März 1856: Über Algerien (im Jahr 1855)
- 9. Januar 1858: Bericht über einen Besuch im Engadin im Laufe des verflossenen Sommers [1857]
- 10. April 1858: Rede zum Andenken an Chr. M. Engelhardt und dessen Verdienste um die Erforschung der Schweizer Alpen
- 5. Februar 1859: Vortrag über das Valle Camonica am Lago d'Iseo und Beschreibung seiner Wanderung während des vorigen Sommers [1858] vom Engadin nach der Lombardei
- 3. Oktober 1859: Bericht über den Niesen im Berner Oberland
- 3. März 1860: Vortrag über das Tal von Poschiavino im italienischen Graubünden und die Besteigung des Sassalbo, nach eigener Anschauung während einer vorjährigen Reise [1859]
- 8. Dezember 1860: Bericht über einige Täler des südlichen Wallis
- 5. Dezember 1863: Rückblicke auf Wanderungen und Fahrten in den Bündner Alpen im Jahr 1863
- 2. Januar 1864: Fortsetzung der Rückblicke auf Wanderungen in Graubünden
- 5. November 1864: Bericht über die diesjährige Schweizerreise (Bormio, Stilfser Joch)
- 8. Juli 1865: Bericht über eine in diesem Frühjahr [1865] ausgeführte Reise durch Spanien (Montserrat, Barcelona)

### Veröffentlichungen
- Ausflug nach Graubünden [1846], in: Monatsberichte über die Verhandlungen der Gesellschaft für Erdkunde zu Berlin, NF Band IV, Berlin 1847, S. 165–200.
- Wanderung über den Tschingel-Gletscher im Berner Oberlande, in: Monatsberichte über die Verhandlungen der Gesellschaft für Erdkunde zu Berlin, NF Band IV, Stück 2, Berlin 1847, S. 121–134.
- Über eine im Juli d. J. unternommene Besteigung des Uri-Rothstock am Vierwaldstättersee, in: Monatsberichte über die Verhandlungen der Gesellschaft für Erdkunde zu Berlin, Band V, Stück 2, Aug.–Okt. 1847, S. 112–122.
- Sevilla im Jahre 1847, in: Monatsberichte über die Verhandlungen der Gesellschaft für Erdkunde zu Berlin, NF Band VI, Berlin 1850, S. 191–209.
- Reise von Sevilla nach Toledo und Madrid im Frühjahr, in: Monatsberichte über die Verhandlungen der Gesellschaft für Erdkunde zu Berlin, NF Band VII, Berlin 1850, S. 169–183.
- Aus der Schweiz. (Im August), in: Deutsche Reform, 6. Sept., 30. Okt., 2, und 3. Nov. 1850, neu veröffentlicht in: Rasch: Aus der Schweiz (2002), S. 35–47 (online).
- Ueber einige neuere literarische Arbeiten zur geographischen Kenntniß der Schweiz, in: Monatsberichte über die Verhandlungen der Gesellschaft für Erdkunde zu Berlin, NF Band VIII, Berlin 1851, S. 76–79.
- Das Thal von Sixt und der Buet in Savoyen, in: Monatsberichte über die Verhandlungen der Gesellschaft für Erdkunde zu Berlin, NF Band VIII, Berlin 1851, S. 182–188.
- Das Saasthal, der Saasgrat, das Zermatt-, Einfisch- und Eringerthal an der Nordseite des Monte-Rosa, in: Monatsberichte über die Verhandlungen der Gesellschaft für Erdkunde zu Berlin, NF Band IX, Berlin 1852, S. 134–154.
- Die neuesten Zustände von Damascus im Sommer 1852, in: Monatsberichte über die Verhandlungen der Gesellschaft für Erdkunde zu Berlin, NF Band X, Berlin 1853, S. 84–99.
- Ueber J.M. Zieglers Hypsometrie de la Suisse, in: Monatsberichte über die Verhandlungen der Gesellschaft für Erdkunde zu Berlin, NF Band X, Berlin 1853, S. 103–105.
- Vier Wochen in Afrika. Reiseskizze von Wilhelm Rose. Berlin 1855.
- Heinrich Keller [1778–1862, Nachruf], in: Zeitschrift für Allgemeine Erdkunde, NF Band XIV, Berlin 1863, S. 146–148.